# Thomas von der Osten-Sacken

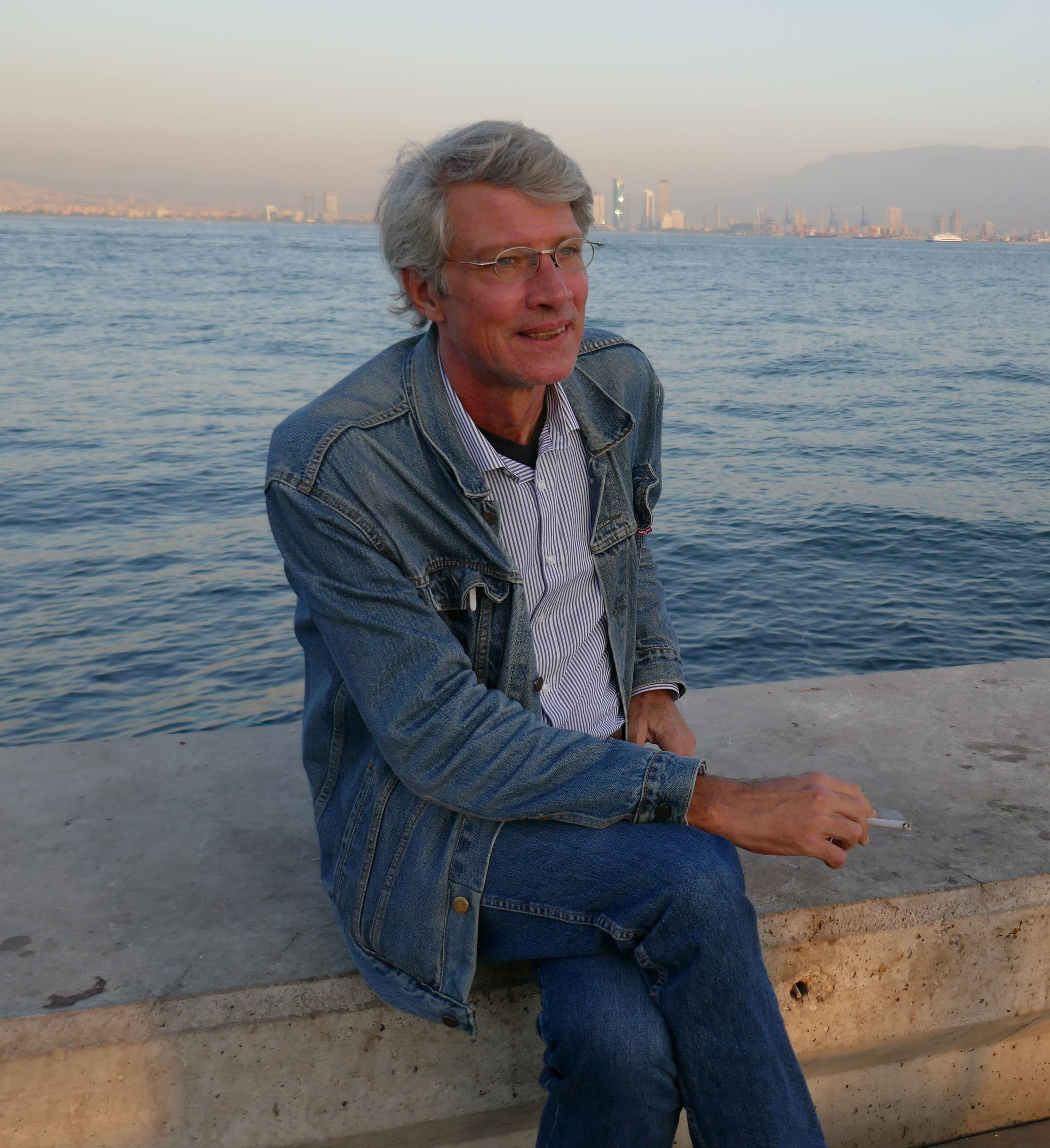
Thomas von der Osten-Sacken

Thomas von der Osten-Sacken (* 6. August 1968) ist ein deutscher Journalist und freier Publizist, der sich seit Anfang der 1990er Jahre schwerpunktmäßig mit dem Nahen Osten beschäftigt.

## Leben
Seine Eltern waren die Rechtsanwältin Ebba Boll und Dr. jur. Klaus von der Osten-Sacken. Er schloss 1998 ein Magister-Studium der Germanistik an der Johann Wolfgang Goethe-Universität Frankfurt am Main ab und war danach für ein Jahr Gastwissenschaftler an der Hebräischen Universität in Jerusalem, wo er über die Geschichte deutschsprachiger Publikationen, wie etwa der Jüdischen Weltrundschau im Palästina der Mandatszeit forschte.
Von der Osten-Sacken ist langjähriger Autor der Zeitschrift Konkret, wo er zwischen 2001 und 2009 über die Themen Israel, Palästina und Nahost sowie in der Reihe konkret texte publizierte. Seitdem berichtet er für die Wochenzeitung Jungle World sowie für die Welt über die neuere politische Entwicklung in Nordafrika und Nahost. Außerdem schreibt er für Mena-Watch, den Perlentaucher und für The European. Daneben ediert von der Osten-Sacken Texte zum Nahostkonflikt. 
Osten-Sacken ist Geschäftsführer der im Nahen Osten, insbesondere im Irak, tätigen 1992 gegründeten Hilfsorganisation Wadi e. V., Verband für Krisenhilfe und solidarische Entwicklungszusammenarbeit, mit Sitz in Frankfurt am Main, die sich besonders für Frauenrechte, Demokratisierung und Unterstützung von Flüchtlingen einsetzt. Osten-Sacken engagierte sich dabei in den letzten Jahren besonders im Kampf gegen weibliche Genitalverstümmelung (FGM) im Irak und mit der StopFGMMiddle-East Kampagne auch in anderen Ländern des Nahen Ostens. 
Im Jahr 2020 unterstützte Osten-Sacken während der Corona-Pandemie verschiedene lokale Organisationen im Moria-Camp auf Lesbos. Im März 2022 beriet er polnische Nichtregierungsorganisationen in Krakau während der ersten Flüchtlingswelle aus der Ukraine.

## Schriften
- mit Thomas Uwer: Irak – Republik des Schreckens. Der Lagebericht des Auswärtigen Amtes zum Irak und die Realität. Herausgegeben von Pro Asyl. Frankfurt am Main 1999.
- mit Thomas Uwer: „…keinen staatlichen Sanktionen unterworfen.“ Eine Analyse der Mängel im aktuellen Lagebericht des Auswärtigen Amtes zum Irak. Herausgegeben von Pro Asyl. Frankfurt am Main 2000.
- mit Arras Fatah (Hrsg.): Saddam Husseins letztes Gefecht? Der lange Weg in den III. Golfkrieg (= konkret texte. Nr. 33: Staat & Gewalt). KVV Konkret, Hamburg 2002, ISBN 3-930786-38-9.
- "Tribulations of a World Zionist Newspaper: The Rise and Fall of the "Jüdische Welt-Rundschau"", in Kesher Nr. 31, Tel Aviv, Mai 2002. Abrufbar auf Jstor.
- mit Thomas Uwer & Andrea Woeldike (Hrsg.): Amerika. Der „War on Terror“ und der Aufstand der Alten Welt. ça ira Verlag, Freiburg 2003, ISBN 3-924627-81-9.
- "Freies Frankfurt", in: Werner Labisch und Jörg Sundermaier: FRANKFURTMAINBUCH, Verbrecher Verlag, Berlin 2005, ISBN 3-935843-51-8
- mit Oliver M. Piecha & Alex Feuerherdt (Hrsg.): Verratene Freiheit. Der Aufstand im Iran und die Antwort des Westens. Verbrecher-Verlag, Berlin 2010, ISBN 978-3-940426-51-2.
- "Teheran und die Flüchtlinge. Die Destabilisierung einer Region durch das iranische Regime und die westliche Syrienpolitik", in Stephan Grigat (Hrsg.): Iran – Israel – Deutschland, Hentrich & Hentrich Verlag, Berlin 2017, ISBN 978-3-95565-220-3.
- "Die Bundesrepublik und 20 Jahre War on Terror – Das Scheitern eines Sonderwegs", in Werteinitiative - jüdische-deutsche Positionen, Berlin 2022.
- "Vom Elend der Flüchtlinge und derer, die ihnen helfen wollen", in sans phrase, Zeitschrift für Ideologiekritik, Heft 21, Freiburg 2023, ISBN 978-3-86259-921-9
- "Politischer Islam - Verdrängung in die Peripherie?", Diskussion mit Ulrike Becker, Ruud Koopmanns und Thomas v. der Osten-Sacken, in: Fatma Keser ua: Gesichter des politischen Islam, Edition Tiamat, Berlin 2023, ISBN 978-3893203093.